# 판타지 마스터즈
판타지 마스터즈(Fantasy Masters)는 제오닉스가 개발하고 운영하는 대한민국 최초의 네트워크 트레이딩 카드 게임(NTCG)이다.
2002년 3월에 처음 출시되었으며, 현재 대한민국에서 서비스하고 있다. 2009년 현재 시즌2로 새로운 기능과 다양한 카드로 서비스되었고,
2012년까지 1만장이 넘는 카드를 제공하며 서비스가 지속되고 있다. 매달 새로운 카드가 업데이트되고 있다.
판타지 마스터즈는 최근인 2012년 6월 20일 대격변이라는 명칭의 업데이트를 통하여
① 메인화면 메뉴, 게임 내부 개편
② 상점, 부스터, 게임부스터, 초보도움상회 개편
③ 카드 획득루트 변경
④ 에카마엘 난입시스템
⑤ 시간의탑
등이 이루어졌고, 부족한 부분이 이후 보완되고 있는 상태다. 최근에는
① 부스터, 카드, 덱 할인 (2012.8.1 업데이트)
② 닉네임 설정 (2012.8.8 업데이트)
③ 유저간거래 시스템
④ 덱랜덤선택 시스템
8월에 업데이트를 진행한다고 업데이트 예정을 밝히고 있다.

## 개요
판타지 마스터즈의 장르는 네트워크 트레이딩 카드 게임이다. 이 게임 속의 속성은 다음과 같이 나뉜다.(7대 속성과 무속성으로 나뉜다.(무속성은 과거 이벤트 계열의 카드였으며 이벤트 계열의 카드일때는 빛속성으로 취급하였으나 독립하여 새로운 속성이 되었다.)
- 7대 속성: 불, 땅(대지), 빛, 숲, 물, 어둠(암흑), 금속, 무속성

## FM Tactics
2006년 제오닉스는 판타지 마스터즈의 세계관을 토대로 한 판타지 마스터즈 택틱스(FM Tactics)를 공개하였다. 2008년 2월 28일 오전 9시를 기해 국내 서비스는 클로즈 되었으나, NHN Japan에서 '슈미드 디바'라는 타이틀로 서비스 중에 있다. 2009년 11월 '슈미드 디바'가 국내에 다시 서비스되고 있다.